# Elemgasem nubilus
Elemgasem nubilus es la única especie conocida del género extinto Elemgasem un dinosaurio terópodo abelisáurido. Esta especie vivió a finales del período Cretácico, hace aproximadamente entre 90 a 88 millones de años, durante el Turoniense al Coniaciense, en lo que es hoy Sudamérica. El holotipo, MCF-PVPH- 380, proviene de la Formación Portezuelo del Cretácico superior, a 20 kilómetros de Cutral Có, Neuquén, Patagonia Argentina y fue encontrado en 2002. Consta de elementos axiales y apendiculares parciales, incluidas las vértebras cervicales y caudales , el fémur derecho , la tibia izquierda, las fíbulas derecha e izquierda , el astrágalo-calcáneo izquierdo, los metatarsianos y varias falanges pedales .
En 2022, Baiano et al. describió Elemgasem como un nuevo género y especie de abelisáurido braquirostro. El nombre de género, Elemgasem, hace referencia al dios tehuelche, según la mitología, Elemgasem es el dueño de los animales y padre de la vizcacha del sur con el poder de petrificar a los demás y a sí mismo, así como el habitante de las montañas y el cielo. El nombre específico E. nubilus en latín significa "días brumosos". La niebla es poco común en el clima semiárido de la Patagonia, pero fue muy persistente durante los días en los que se descubrieron sus fósiles
La familia Abelisauridae de dinosaurios predominó en la fauna carnívora durante el Cretácico superior, entre 100 y 66 millones de años atrás, en Gondwana, un continente formado por lo que ahora es América del Sur, la Antártida, India, África y Australia.
Elemgasem se conoce de la Formación Portezuelo de Argentina, los taxones con nombre recuperados de esta formación incluyen los dinosaurios terópodos Megaraptor, Patagonykus, Neuquenraptor, Pamparaptor y Unenlagia, los dinosaurios saurópodos Futalognkosaurus y Baalsaurus, y el pterosaurio azdarcoideo Argentinadraco. En la formación también se han encontrado otros fósiles pertenecientes a dinosaurios ornitópodos, neornitinos, tortugas y cocodrilos, pero aun se espera su descripción.